# Bernard Bernard (zapaśnik)
Bernard Lytton-Bernard (ur. 5 lutego 1890 w Tottenhamie jako Otto Bernhard Trappschuh, zm. 15 lipca 1975 w Guadalajarze) – brytyjski zapaśnik pochodzenia niemieckiego, walczący w stylu wolnym. Brązowy medalista olimpijski z Antwerpii 1920 w wadze piórkowej. 
- Turniej w Antwerpii 1920 - 60 kg

Wygrał z Nestorem Harasse z Francji i Dinkkarao Shinde z Indii, a przegrał z Charlesem Ackerlym ze USA.
W niektórych źródłach jego nazwisko mylnie podawano jako Philip William Samuel Bernard.